# Lycium ameghinoi
Lycium chilense es una especie de arbusto perteneciente a la familia Solanaceae, originaria de Argentina.

## Descripción
Es un arbusto que alcanza un tamaño de hasta 2,5 m de altura, con tallos blanquecinos. Las hojas planas, carnosas, glabras y espatuladas. Las flores solitarias con la corola de color blanco o amarillo verdoso.

## Taxonomía
Lycium ameghinoi fue descrita por Carlos Luis Spegazzini y publicado en Revista de la facultad de agronomia; universidad nacional de La Plata 3: 553. 1897.